# هیجیری کووانو
هیجیری کووانو (انگلیسی: Hijiri Kuwano؛ زادهٔ ۱۲ فوریهٔ ۱۹۶۴) نوازنده ویولن، آهنگساز، و کنسرت‌مایستر اهل ژاپن است.